# Saint-Cibard

Saint-Cibard este o comună în departamentul Gironde din sud-vestul Franței. În 2009 avea o populație de 223 de locuitori.

## Evoluția populației
| An        | 1975 | 1982 | 1990 | 1999 | 2006 | 2009 |
| --------- | ---- | ---- | ---- | ---- | ---- | ---- |
| Populație | 191  | 190  | 201  | 192  | 184  | 223  |